# Vasyl Tsushko

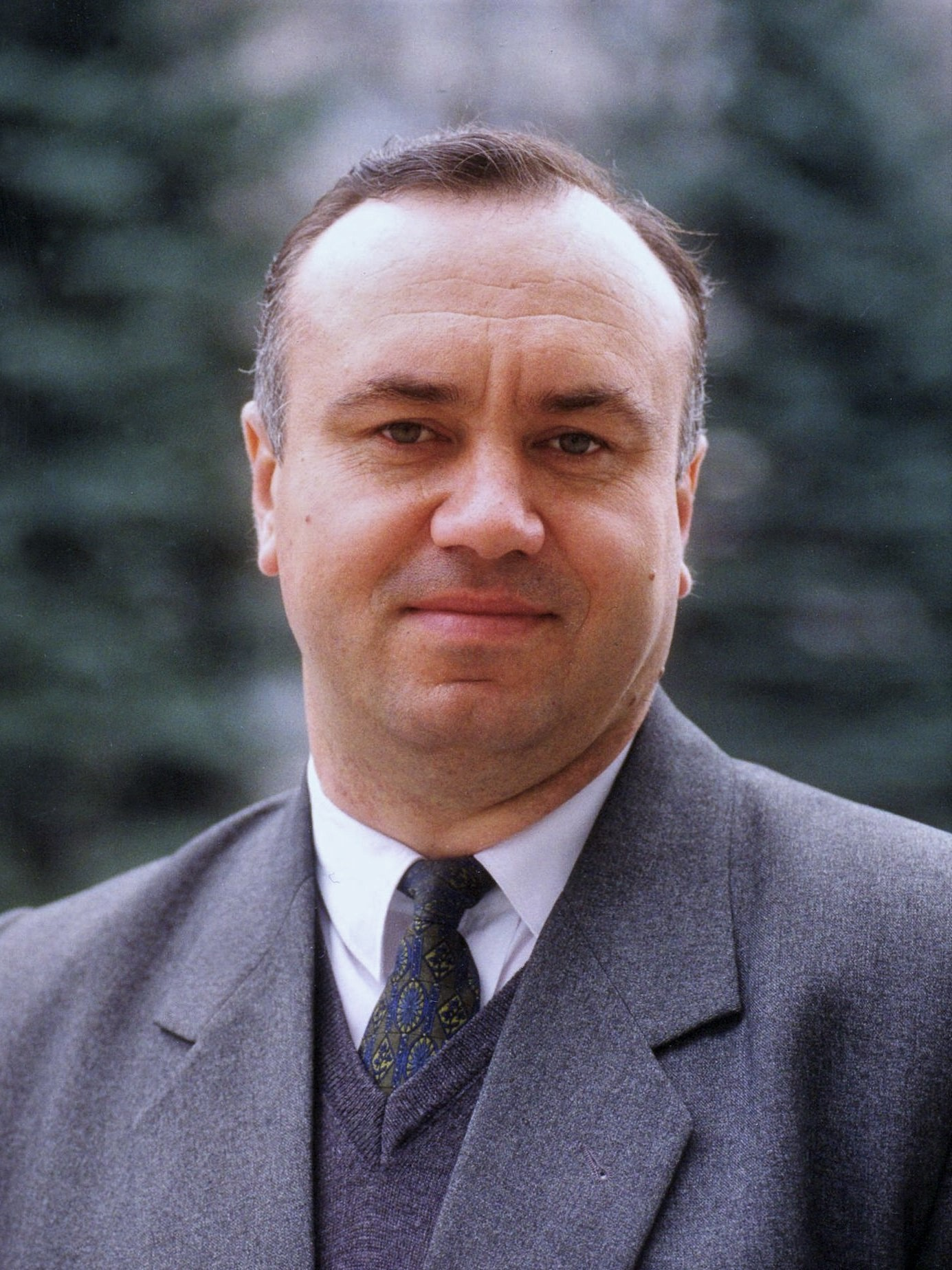

Vasyl Petrovych Tsushko (en ucraniano: Василь Петрович Цушко; nació el 1 de febrero de 1963 en Nadrichne, raión de Tarutyne, óblast de Odessa) es un político ucraniano, exministro del Interior de Ucrania, nombrado el presupuesto del Partido Comunista.
De julio de 2010 a agosto de 2011 fue el dirigente del Partido Socialista de Ucrania.
El 26 de mayo de 2007, Tsushko sufrió de un ataque al corazón y más tarde fue hospitalizado en condición crítica. De acuerdo con algunos medios de comunicación de Internet, sufrió de una sobredosis de metilxantina. Después de su empeoramiento de salud, fue trasladado a un hospital en Alemania. La amiga de Tsushko, Tetyana Montyan, declaró que el ataque al corazón fue producto de una intoxicación. La agencia de noticias Interfax informó que el estado de salud de Vasyl Tsushko se deterioró, mientras permanecía en la clínica médica en Alemania. 
El 30 de septiembre de 2007, Vasyl Tsushko anunció que renunciará como ministro del Interior de Ucrania, debido a la necesidad de su rehabilitación de salud.